# Szabó Ignác (katona)
Szabó Ignác (angolul: Ignatz Szabo) (Csíkszereda, 1820. – Montgomery, Ohio, 1875.) magyar és amerikai szabadságharcos katona.

## Élete
Az 1848–49-es szabadságharcban őrmesteri, hadnagyi, főhadnagyi, majd alszázadosi rangban teljesített szolgálatot. A tavaszi és a nyári hadjáratban a II. hadtest kötelékében, a főhadszíntéren harcolt. Júliusban megsebesült, s a komáromi vár kórházába vitték. A komáromi vár feladása után török földre menekült, innen Angliába érkezett 1851 júniusában. A szabadságharc emigránsainak Amerikába való áthajózását támogatták az angolok, így érkezett Szabó Ignác is az 'Új Világba'. New Budára (Iowa) ment, majd innen Montgomerybe (Ohio) költözött a jobb megélhetés reményében.
Az amerikai polgárháború kitörése után a 106. számú ohiói gyalogezred „E” századába sorozták be 1862 augusztus 20-án,  főhadnagyi rangban teljesített szolgálatot, 1864 december 7-én századossá léptették elő és áthelyezték az „A” századba. 1865 június 29-én szerelték le Nashville-ben (Tennessee).
A polgárháború befejezése után visszatért Ohio államba, Montgomerybe, s ott farmergazdálkodással foglalkozott. 1875-ben érte a halál.